# Red de autobuses en Burdeos
La Red de autobuses en Burdeos es dirigida por Transports Bordeaux Métropole, cubre gran parte del territorio de la metrópolis y se compone de 85 líneas de autobuses con servicios de transporte a la carta. 

## Las líneas de autobús

### Líneas
La red cuenta con diversas líneas de autobuses, que operan en un horario de 05:00 a 00:00 horas y hasta la 1:00 a. m. durante los fines de semana. Las líneas tienen frecuencias entre 5 y 15 minutos desde las 7:00 a las 20:00 horas. Algunas líneas tienen enlace con dos líneas de tranvía.
| Línea | Trayecto                                                                                | Enlace | Operador |
| ----- | --------------------------------------------------------------------------------------- | ------ | -------- |
| 1     | Mérignac-Centro <=> Burdeos Estación Saint-Jean                                         | 1      | TBM      |
| 2     | Le Taillan La Boétie <=> Burdeos Plaza de Quinconces                                    | 2      | TBM      |
| 3     | Saint Médard-Issac o Gare routière o St Aubin Villepreux <=> Plaza Quinconces           | 3      | TBM      |
| 4     | Pessac Magonty o Cap de Bos <=> Burdeos Bassins à Flots                                 | 4      | TBM      |
| 5     | Burdeos Palacio de Justicia <=> Villenave Piscina Chambéry                              | 5      | TBM      |
| 7     | Ambarès Parabelle o Quinsus <=> Burdeos Centro comercial Le Lac                         | 7      | TBM      |
| 8     | Gradignan-Centro <=> Hospital Pellegrin                                                 | 8      | TBM      |
| 9     | Burdeos Brandenburg <=> Burdeos Estación Saint-Jean                                     | 9      | TBM      |
| 10    | Gradignan-Beausoleil <=> Burdeos Jardín Botánico                                        | 10     | TBM      |
| 11    | Martignas Les Pins <=> Villenave Courréjean                                             | 11     | TBM      |
| 12    | Eysines Hipódromo <=> Burdeos Palacio de Justicia                                       | 12     | TBM      |
| 15    | Bruges Camping Internacional o Burdeos Centro Comercial Le Lac <=> Villenave Courréjean | 15     | TBM      |
| 16    | Mérignac Les Pins <=> Bouliac Centro Comercial                                          | 16     | TBM      |

### Líneas principales
Las líneas principales completan las Lianes conectando con los municipios periféricos al centro de Burdeos.
Trabajan desde las 5:30 a 21:00 horas con una frecuencia diurna de 20 a 30 minutos, y tienen al menos una conexión con una línea Lianes o una línea de tranvía.
| Línea | Trayecto                                                     | Enlace | Operador |
| ----- | ------------------------------------------------------------ | ------ | -------- |
| 20    | Talence Thouars <=> Burdeos Plaza de La Victoire             | 20     | TBM      |
| 21    | Talence Peixotto <=> Gradignan Estadio Ornon                 | 21     | TBM      |
| 22    | Blanquefort Frankton <=> Parempuyre Fontanieu                | 22     | TBM      |
| 23    | Pessac Romainville o Toctoucau <=> Mérignac Fontaine d'Arlac | 23     | TBM      |
| 24    | Pessac Bougnard <=> Burdeos République                       | 24     | TBM      |
| 25    | Burdeos Brandenburg <=> Burdeos Recinto Ferial               | 25     | TBM      |
| 26    | Burdeos Quinconces <=> Bègles Terres Neuves                  | 26     | TBM      |
| 27    | Lormont Buttinière <=> Burdeos Stalingrad                    | 27     | TBM      |
| 28    | Burdeos Galin <=> Burdeos Stalingrad                         | 28     | TBM      |
| 29    | Burdeos Prefectura <=> Instituto Charles Péguy               | 29     | TBM      |
| 30    | Instituto Sud Médoc <=> Mérignac Cementerio intercomunal     | 30     | TBM      |

### Corol
Las líneas "Corol" unen dos ciudades sin pasar por el centro de Burdeos. Operan salvo excepciones de lunes a sábado de 06:00 a 21:00 horas con una frecuencia diurna de 20, 30 o 60 minutos y tienen al menos una conexión con una línea Lianes o de tranvía.
| Línea | Trayecto                                                        | Enlace | Operador |
| ----- | --------------------------------------------------------------- | ------ | -------- |
| 31    | Gradignan-Village 5 <=> Bassens-Quai Français                   | 31     | TBM      |
| 32    | Bouliac-Centro Comercial <=> Cenon Estación                     | 32     | TBM      |
| 33    | Mérignac-Soleil <=> Burdeos Cracovie                            | 33     | TBM      |
| 34    | Mérignac-Les Pins <=> Bègles-Centro comercial Rives d'Arcins    | 34     | TBM      |
| 35    | Talence Peixotto <=> Burdeos-Cracovie                           | 35     | TBM      |
| 36    | Villenave-Bourg <=> Le Haillan Rostand                          | 36     | TBM      |
| 37    | Instituto Sud Médoc o Saint-Aubin Villepreux <=> Recinto Ferial | 37     | TBM      |
| 38    | Blanquefort-Caychac o Ecoparc <=> Mérignac-Phare                | 38     | TBM      |
| 39    | Pessac-Photonique <=> Mérignac-Les Pins                         | 39     | TBM      |

### Citéis
Las líneas locales "Citéis" prestan servicios municipales o intermunicipales. Operan de lunes a sábado, a domingo para algunos, de 6:30 a 20:00 con una frecuencia de 12, 20, 30 o 60 minutos según las líneas.
| Línea | Trayecto                                                              | Enlace | Operador |
| ----- | --------------------------------------------------------------------- | ------ | -------- |
| 40    | Lormont Buttinière <=> Cenon Beausite o Lormont Lauriers              | 40     | TBM      |
| 41    | Le Bouscat Hipodromo <=> Burdeos Pelouse de Douet                     | 41     | TBM      |
| 42    | Mérignac Centro <=> Mérignac Plaza Mondésir                           | 42     | TBM      |
| 43    | Talence Forum <=> Instituto Vaclav Havel                              | 43     | TBM      |
| 44    | Pessac Candau <=> Pessac Unitec                                       | 44     | TBM      |
| 45    | Burdeos Plaza Ravezies <=> Bouliac Centro Comercial o La Belle Etoile | 45     | TBM      |
| 46    | Burdeos Grand Parc <=> Le Bouscat Hosptital Suburbano                 | 46     | TBM      |
| 72    | Eysines Cantinolle <=> Estación de Bruges                             | 72     | TBM      |
| 89    | En torno al Instituto Vaclav Havel                                    | 89     | TBM      |

### Líneas locales
Las líneas locales proporcionan conexión entre las ciudades más remotas y Burdeos, o dan servicio a áreas escasamente pobladas.Operan salvo excepciones de lunes a sábado de 5:20 a 20:30 con una frecuencia diurna de 30 a 45 minutos según las líneas y tienen al menos una correspondencia con una línea Lianes o de tranvía
| Línea | Trayecto                                        | Enlace | Operador |
| ----- | ----------------------------------------------- | ------ | -------- |
| 64    | Artigues Fonteraude <=> Lormont Buttinière      | 64     | TBM      |
| 67    | Línea en torno de Lormont Buttinière            | 67     | TBM      |
| 71    | Instituto Sud Médoc <=> Mérignac Barbusse       | 71     | TBM      |
| 73    | Burdeos Recinto Ferial <=> Bruges Area de carga | 73     | TBM      |
| 76    | Burdeos Brandenburg <=> Parempuyre Landegrand   | 76     | TBM      |
| 80    | Burdeos Stalingrad <=> Artigues Tout y faut     | 80     | TBM      |
| 83    | Eysines Cantinolle <=> Saint-Aubin Pinsolles    | 83     | TBM      |
| 84    | Le Haillan Rostand <=> Saint-Médard ZA Picot    | 84     | TBM      |
| 87    | Pessac Centro <=> Villenave Piscina Chambéry    | 87     | TBM      |
| 90    | Bassens La Chenaie <=> Saint-Louis Belle Rive   | 90     | TBM      |
| 91    | Burdeos Stalingrad <=> Ambès Escarraguel        | 91     | TBM      |
| 92    | Burdeos Stalingrad <=> Ambès Saint-Exupéry      | 92     | TBM      |
| 93    | Lormont Buttinière <=> Ambès Fort Lajart        | 93     | TBM      |

### Líneas específicas
Los horarios de las líneas específicas están diseñados principalmente para el transporte de estudiantes en los institutos. Por lo tanto, no operan durante las vacaciones escolares.
| Línea | Trayecto                                                             | Enlace | Operador |
| ----- | -------------------------------------------------------------------- | ------ | -------- |
| 74    | Instituto Camille Juillan <=> Burdeos Gabriel Fauré                  | 74     | TBM      |
| 77    | Blanquefort Instutito de los Edificios <=> Parempuyre Landegrand     | 77     | TBM      |
| 78    | Blanquefort La Renney o Instituto Jean Monnet <=> Eysines Le Plateau | 78     | TBM      |
| 79    | Instituto Sud Médoc <=> Eysines Le Grand Caillou                     | 79     | TBM      |
| 81    | Martignas Las Escuelas <=> Instituto Pape Clément                    | 81     | TBM      |
| 82    | Mérignac Centro <=> Instituto Daguin                                 | 82     | TBM      |
| 85    | Le Taillan Tanaïs <=> Instituto Sud-Médoc                            | 85     | TBM      |
| 86    | Instituto Les Graves <=> Gradignan-Malartic o Estadio Ornon          | 86     | TBM      |
| 88    | Martignas Souge <=> Instituto Daguin                                 | 88     | TBM      |
| 94    | Ambarès Parabelle <=> Lormont Iris                                   | 94     | TBM      |
| 95    | Ambarès Parabelle <=> Lormont Colegio Claude Massé                   | 95     | TBM      |
| 96    | Saint-Louis Belle Rive <=> Lormont Iris                              | 96     | TBM      |

### TBNight

Logotipo de la línea TBNight

La línea nocturna TBNight conecta Victoire, la estación de Saint-Jean y Bassins à flots con el área universitaria sirviendo a los clubes nocturnos y residencias de estudiantes de Burdeos. Permite substituir a la red diurna en los jueves, los viernes y los sábados operando de 01:45 a 05:50 con una frecuencia de 30 minutos.
| Línea | Trayecto                                       | Enlace  | Operador |
| ----- | ---------------------------------------------- | ------- | -------- |
| 58    | Gradignan-Village 5 <=> Burdeos-Base submarina | TBNight | TBM      |

### Flexo
Los Flexos tienen partes con rutas y paradas fijas, y otras regidas por un método similar al transporte a la carta. Suelen dar servicio a zonas escasamente pobladas cuyo servicio no justifica la existencia de líneas regulares convencionales.
| Línea | Trayecto y area                                                              | Enlace | Operador |
| ----- | ---------------------------------------------------------------------------- | ------ | -------- |
| 49    | Ambarès-Du Roy <=> Colegio Claude Massey <=> area de Ambares y Saint-Vincent | 49     | TBM      |
| 68    | Lormont-Buttinière <=> Artigues-Cruce de Moulinat <=> paradas de bus 64 y 67 | 68     | TBM      |
| 75    | Stalingrad <=> Bouliac-Vettiner <=> area de Bouliac                          | 75     | TBM      |
| 50    | Stalingrad <=> Ambarès-René Cotty <=> area del Bec d'Ambès                   | 50     | TBM      |
| 51    | Burdeos-Galin <=> Artigues-Virecourt <=> area de Artigues                    | 51     | TBM      |
| 52    | Burdeos-Galin <=> Bouliac-Vettiner <=> area de Bouliac                       | 52     | TBM      |
| 54    | Mérignac-Fontaine d'Arlac <=> Pessac-Bougnard <=> area de Pessac Bersol      | 54     | TBM      |
| 55    | Saint-Médard-République <=> areas de Saint-Médard y Saint-Aubin              | 55     | TBM      |
| 57    | Blanquefort-Frankton <=> Parempuyre-Libération <=> area de Parempuyre        | 57     | TBM      |

### Autobuses de enlace
La red TBM tiene servicios de transporte cuando hay eventos en la Arkea Arena o el estadio Mamut Atlántico.
| Línea | Trayecto                                    | Enlace | Operador |
| ----- | ------------------------------------------- | ------ | -------- |
| Arena | Puerta de Bourgogne <=> Floirac-Arkea Arena | Arena  | TBM      |
| Stade | Cenon Estación <=> Estadio Matmut Atlantico | Matmut | TBM      |

### Relevos
La red TBM tiene servicios de transporte cuando los tranvías están descompuestos.
| Línea | Trayecto                           | Enlace | Operador |
| ----- | ---------------------------------- | ------ | -------- |
| Bus A | Lo mismo que la línea de tranvía A | A      | TBM      |
| Bus B | Lo mismo que la línea de tranvía B | B      | TBM      |
| Bus C | Lo mismo que la línea de tranvía C | C      | TBM      |
| Bus D | Lo mismo que la línea de tranvía D | D      | TBM      |

## Últimas modificaciones
- En el 29 de abril de 2023, la línea de tranvía A se extiende hacia el aeropuerto, dando servicio a 5 nuevas paradas (Mérignac Soleil, Chemin Long, Cadéra-Issartier, Caroline Aigle y Aéroport).
- En el 4 de septiembre de 2023, la red de autobuses de la metrópolis se revisará por completo. La nueva red está disponible aquí[3] (sujeta a cambios), en la que notamos que se eliminarán algunas líneas y se extenderán las otras.[4]
- En el 2 de marzo de 2020, las líneas de autobús de las 8 ciudades del cuadrante noroeste de la metrópolis se han modificado para adaptarse a la apertura de la línea D.

### Sitios Web
- Sitio TBM
- Líneas de TBM
- La nueva red de TBM al 4 de septiembre de 2023 (FR)

### Planos
- red de TBM Archivado el 21 de abril de 2023 en Wayback Machine.
- red de TBM en noche (enlace roto disponible en Internet Archive; véase el historial, la primera versión y la última).

- Datos: Q16972011